# Quintus Servilius Cæpio
Quintus Servilius Cæpio, kendt som forslagsstiller af Lex Servilia judiciaria, blev i året 105 ansat som prokonsul i den galliske provins, men tabte mod kymrerne det blodige Slag ved Rhone ca. 100 f.Kr., hvorfor han blev dødsdømt og døde landflygtig.